# Skår, Göteborg
För andra betydelser, se Skår.
Skår är en stadsdel och primärområde i stadsområde Centrum i Göteborgs kommun. Stadsdelen har en areal på 244 hektar.
Bebyggelsen består främst av villor och radhus i funktionalistisk arkitektur.
Stadsdelen ligger nära det natursköna Delsjöområdet.
I området ligger grundskolan Skårsskolan med klass F-6.

## Inkorporering och utbyggnad från 1930-talet
Sedan de östra delarna av Örgryte socken inkorporerats i Göteborgs stad år 1922, delades den upp i stadsdelarna Bö, Torp, Skår, Kallebäck, Gårda, Lunden, Kålltorp och Sävenäs, namngivna efter gamla gårdar. Stadsingenjören Albert Lilienberg lade samma år fram en plan för bostadsbyggande, framför allt villabebyggelse, för Bö, Torp, Kålltorp och en del av Skår. Runt Sankt Sigfrids plan och i Kålltorps egnahem genomfördes förslagen.
Skår, som byggdes ut från omkring 1930, var en fortsättning på villabebyggelsen i Bö, men utformades enligt funktionalismens ideal. Radhusen längs Sankt Sigfridsgatan uppfördes i mitten av 1940-talet. På 1940- och 1950-talen byggdes husen vid Förtroligheten. Radhusen vid Örgryte Stomgata och Gulsparvsgatan ritades av Ingrid Wallberg och Gunnar Hoving.
Stadsplanen skapades 1933 av förste stadsingenjör Uno Åhrén och området bebyggdes under åren 1937-1947 på mark som delvis tillhörde landeriet Jakobsdal. Bybyggelsen är i funktionalistisk stil. Villorna längs Skårsgatan är av bevarandeintresse då de utgör en väl sammanhållen byggnadsstil och en viktig del i svensk arkitekturhistoria.
Skårsskolan uppfördes år 1950 efter ritningar av D Persson. Skårs kyrka ritades av Johan Tuvert och byggdes år 1959.
Huvudbyggnaden till Skårs gård, tidigare Skårs Östergård, uppfördes på 1700-talet och interiören är delvis bevarad. Gårdens ekonomibyggnader revs i början av 1930-talet.
Skår sträcker sig in i Delsjöområdet. Längs vägen från Stora Torp till Delsjön ligger torpen Kolmaden och Lyckan.
I stadsdelen finns Göteborgs pepparkaksbageri.

## 1800-talets industrier
Längs Mölndalsån byggdes under 1800-talet flera industrier. Lyckholms Bryggeri grundades år 1880 och anlades på mark som tillhört Skår Västergården. Vatten togs från den närbelägna Kallebäcks källa. Bryggeriet byggdes ut i flera omgångar, den senaste 1953, innan det lades ner år 1975.
Almedals textilfabrik anlades på 1840-talet och Forshaga Linoleumfabrik omkring 1910. Almedals fabriker byggdes ut fram till 1910 och var vid den tiden ett av Göteborgsområdets största textilföretag.

## Småort
Till och med år 1995 räknade SCB området öster om Delsjö golfbana som en separat småort med namnet Skår.

## Etymologi
Skår påträffas första gången 1496 i formen Skor, därefter Skå(å)rr 1565, Skåår 1621 och Skåhr 1679. Namnet är det, i dessa trakters ortnamn vanliga, fornsvenska ordet skōr, med betydelsen inskärning eller skåra i marken, en avsats i berg och liknande. Troligen syftar detta på naturen vid Östergården, och den branta "nedskärningen" eller stupet i berget ost- nordost om gården.

## Byggnadskvarter
- 1 kv. Fjärilen
- 2 kv. Humlan
- 3 kv. Biet
- 4 kv. Getingen[10]
- 5 kv. Myran
- 6 kv. Nyckelpigan
- 7 kv. Syrsan
- 8 kv. Gräshoppan
- 9 kv. Ollonborren
- 10 kv. Myggan
- 11 kv. Tordyveln
- 12 kv. Frostfjärilen
- 13 kv. Silkesspinnaren
- 14 kv. Blåvingen
- 15 kv. Guldvingen
- 16 kv. Dagsländan
- 17 kv. Nattsländan
- 18 kv. Trollsländan
- 19 kv. Lysmasken
- 20 kv. Guldbaggen
- 21 kv. Rönnbärsmalen
- 22 kv. Skalbaggen
- 23 kv. Jättebaggen
- 24 kv. Snösländan
- 25 kv. Apollofjärilen
- 26 kv. Citronfjärilen
- 27 kv. Nässelfjärilen
- 28 kv. Kålfjärilen
- 29 kv. Sjösländan
- 30 kv. Bokspinnaren
- 31 kv. Aurorafjärilen
- 34 kv. Gräsfjärilen
- 35 kv. Sikelvingen
- 36 kv. Tallspinnaren
- 37 kv. Ringspinnaren
- 38 kv. Tistelfjärilen
- 39 kv. Aspfjärilen
- 40 kv. Spindeln
- 42 kv. Hakvingen
- 43 kv. Höfjärilen
- 44 kv. Termiten
- 49 Kv. Alviveln
- 50 Kv. Barkbocken
- 51 Kv. Bitbocken
- 52 Kv. Trädlöparen
- 53 Kv. Tallbocken
- 54 Kv. Sköldbaggen
- 55 kv. Fröbaggen
- 56 Kv. Bastborren
- 57 Kv. Levanten
- 58 Kv. Moskiten
- 59 Kv. Sävsländan

## Nyckeltal

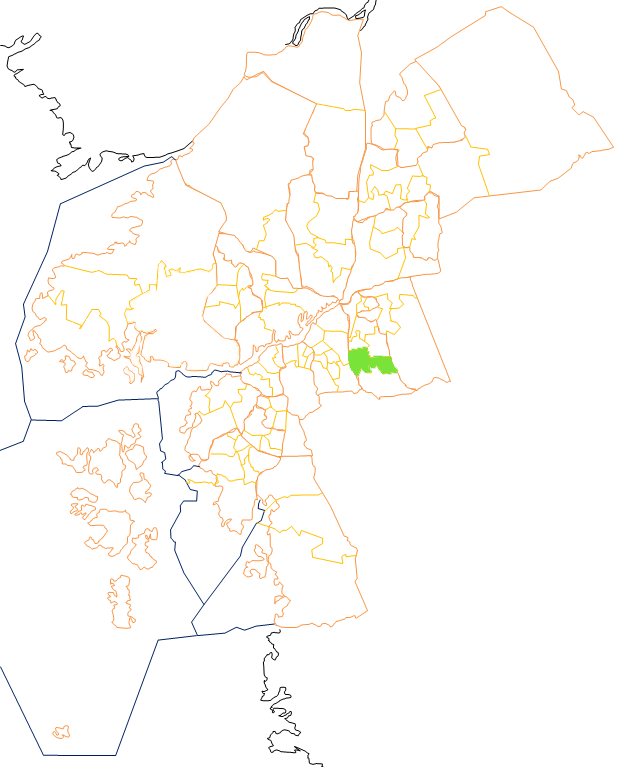

Nyckeltalen redovisar statistik som beskriver Göteborg och dess 96 delområden, primärområden, per den 31 december och kan användas för att jämföra de olika områdena. Nedan redovisas uppgifter för primärområdet och jämförelse görs mot uppgifterna för hela kommunen.
|                                                           | Skår       | Hela Göteborg |
| --------------------------------------------------------- | ---------- | ------------- |
| Folkmängd                                                 | 4 584      | 587 549       |
| Befolkningsförändring 2020–2021                           | -40        | +4 493        |
| Andel födda i utlandet                                    | 14,3 %     | 28,3 %        |
| Andel utrikes födda eller med två utrikes födda föräldrar | 17,3 %     | 38,1 %        |
| Medelinkomst                                              | 510 900 kr | 332 400 kr    |
| Arbetslöshet                                              | 2,4 %      | 6,6 %         |
| Antal ersatta dagar från F-kassan per person (16-64 år)   | 8,2        | 19,5          |
| Andel med eftergymnasial utbildning (minst 3 år)          | 55,4 %     | 37,9 %        |
| Andel bostäder före 1941                                  | 77,5 %     |               |
| Andel bostäder i allmännyttan                             | 0,0 %      | 25,9 %        |
| Antal färdigställda bostäder 2021                         | 1          |               |
| Andel bostäder i småhus                                   | 53,3 %     | 18,3 %        |

## Stadsområdes- och stadsdelsnämndstillhörighet
Primärområdet tillhörde fram till årsskiftet 2020/2021 stadsdelsnämndsområdet Örgryte-Härlanda och ingår sedan den 1 januari 2021 i stadsområde Centrum.